# Live på Gamla Bion
Live på Gamla Bion är ett livealbum och DVD av Väsen, utgivet 2014.

## Låtlista

### "Live på Gamla Bion"
Alla låtar är arrangerade av Johansson/Marin/Tallroth.
| Nr | Titel                       | Kompositör(er)  | Spelningstid |
| -- | --------------------------- | --------------- | ------------ |
| 1  | "Kludd'n"                   | Olov Johansson  | 4:15         |
| 2  | "Polska for Tom Morrow"     | Olov Johansson  | 4:33         |
| 3  | "Hundlåten"                 | Mikael Marin    | 3:38         |
| 4  | "Fanny"                     | Roger Tallroth  | 3:39         |
| 5  | "Lilla Kulturbidragsvalsen" | Roger Tallroth  | 3:59         |
| 6  | "Linnæus Polones"           | Trad.           | 3:22         |
| 7  | "Tiliandermenuetter"        | Trad.           | 5:31         |
| 8  | "Eklundapolska Nr 3"        | Leonard Larsson | 3:48         |
| 9  | "Magnus"                    | Roger Tallroth  | 2:20         |
| 10 | "Flippen"                   | Mikael Marin    | 2:57         |
| 11 | "Träbens-Jonke"             | Mikael Marin    | 4:24         |
| 12 | "Byggnan"                   | Trad.           | 3:52         |
| 13 | "Kapten Kapsyl"             | Mikael Marin    | 5:40         |
| 14 | "Nitti Pomfritti"           | Mikael Marin    | 8:28         |
| 15 | "Pilvi & Eskos Brudvals"    | Roger Tallroth  | 4:56         |

## Väsen
- Mikael Marin — 5-strängad viola
- Olov Johansson — 3-radig kromatisk nyckelharpa, kontrabasharpa
- Roger Tallroth — 12-strängad gitarr